# Oberes Schloss (Lauffen am Neckar)

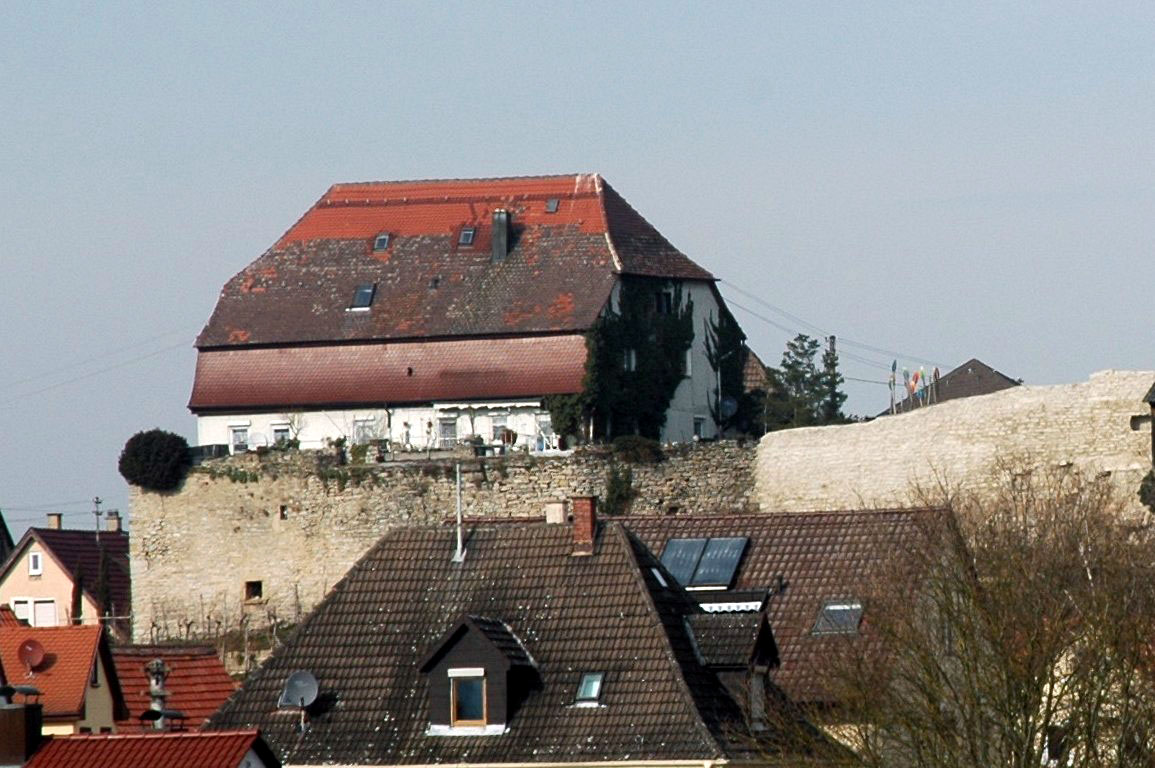
Heutiges Haus Heilbronner Str. 24 im Südwesten der Stadtmauer, 1809 auf dem Keller des Oberen Schlosses errichtet

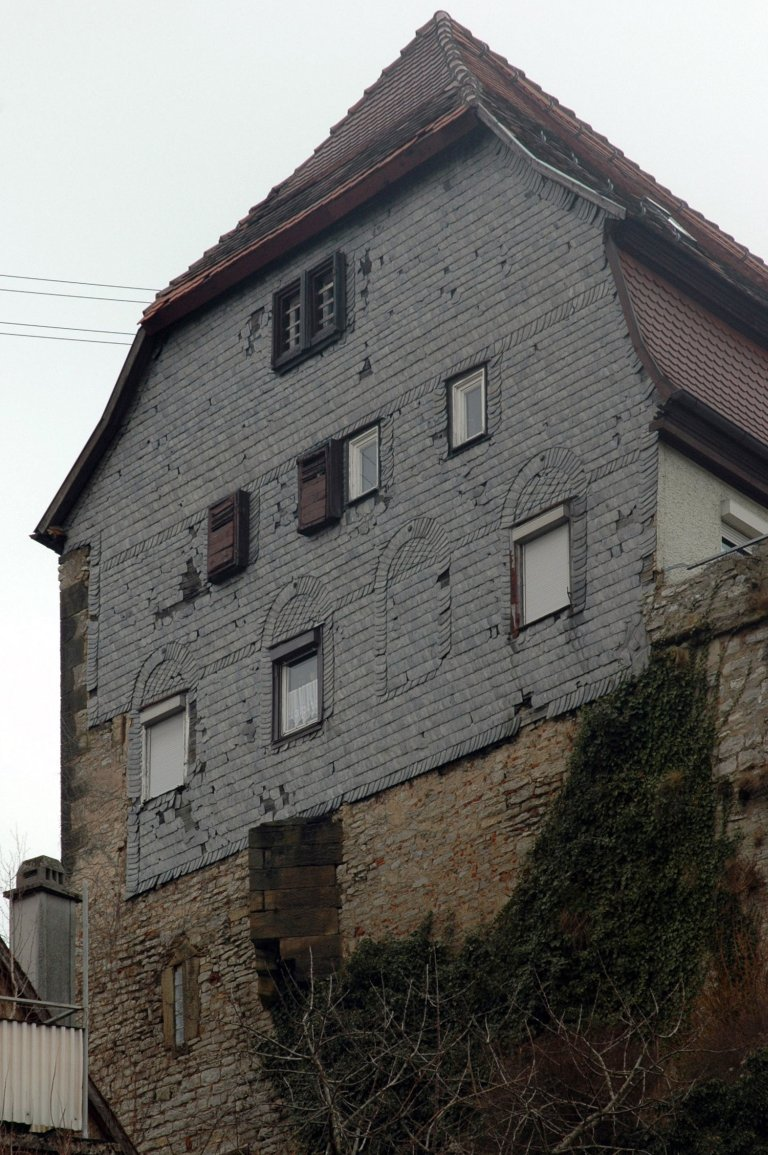
Westfassade mit altem Aborterker

Das Obere Schloss, auch Altes Schloss genannt, in Lauffen am Neckar in Baden-Württemberg ist ein im 17. Jahrhundert abgegangenes steinernes Haus aus der Zeit der Stadtgründung um 1200. Es bildete die südwestliche Ecke der Stadtbefestigung.

## Geschichte
Das obere Schloss wurde wahrscheinlich während der Stadtgründung unter den Grafen von Lauffen um 1200 erbaut. Durch seine Lage im Südwestwinkel der Stadtmauer erfüllte es eine Verteidigungsfunktion zwischen dem Alten Heilbronner Tor und dem heute nicht mehr bestehenden Unteren Tor. Das erste schriftliche Zeugnis, das sich vermutlich auf den Bau bezieht, stammt vom 30. April 1296, als ein Rugger von Bönnigheim das Haus mit zugehöriger Hofstatt an Ritter Bernger von Klingenberg verkaufte. Bei der zugehörigen Anlage handelte sich wahrscheinlich um die spätere Zehntscheune am Alten Heilbronner Tor.
Als Lauffen im 14. Jahrhundert württembergisch wurde, gelangte auch das Schloss vom niederen Adel an die neuen Landesherren und wurde zum Sitz des Vogts. Nach dem Kellereilagerbuch von 1537 war hier das Holz aus dem Stadtwald abzuliefern. Schon Ende des 16. Jahrhunderts verfiel der Bau zusehends, nachdem der Vogt seinen Sitz während des Dreißigjährigen Kriegs auf die sicherere Grafenburg verlegt hatte. 1697 brach der Dachstuhl ein, und es kam immer wieder zu Plünderungen durch Lauffener Bürger. Schließlich verkaufte der württembergische Staat die nur noch aus großzügigem Keller und Außenmauern bestehende Ruine 1710 an einen Privatmann. 1728 gab es noch einmal Pläne für einen Rückkauf, als ein Unternehmer in Lauffen den Bau einer Manufaktur und eines Zuchthauses plante; letztendlich fiel die Wahl des Standorts auf Ludwigsburg.

## Relikte
Vom Alten Schloss zeugen heute noch der 1716 neu angelegt spitzbogige Kellereingang und ein mittelalterlicher Aborterker an der südlichen Stadtmauer. Heute befindet sich auf dem Keller das markante Gebäude Heilbronner Straße 24. Das Privathaus verfügt über ein Krüppelwalmdach und wurde wahrscheinlich 1809 erbaut. Die zum Schloss gehörende Scheune wurde zwischenzeitlich abgebrochen, an der Stelle der früheren Zehntscheuer befindet sich heute der Kindergarten Städtle.